# Бологово (озеро)
Бологово — озеро на северо-западе Тверской области, расположенное на территории Андреапольского района.
Озеро расположено в северной части района, в 40 км к северо-западу от районного центра, города Андреаполь. Лежит на высоте 245,9 метров. Длина озера около 2 км, ширина до 1,3 км. Площадь водной поверхности — 1,4 км². В озеро впадает река Бологая; ручей, вытекающий из озера Паршинского. Вытекает река Бологая, приток Сермяженки. Площадь водосборного бассейна озера — 34,1 км². В северной части озера расположены несколько островов, крупнейшим является остров Любви. На северном берегу находится посёлок Бологово. К юго-западу находится озеро Лукое.

## Данные водного реестра
По данным государственного водного реестра России относится к Балтийскому бассейновому округу, водохозяйственный участок реки — Ловать и Пола, речной подбассейн реки — Волхов. Относится к речному бассейну реки Нева (включая бассейны рек Онежского и Ладожского озера).
- Код объекта в государственном водном реестре — 01040200311102000023798
- Код по гидрологической изученности — 202002379
- Номер тома по ГИ — 2
- Выпуск по ГИ — 0[3].